# Amaura
Amaura (łac. Diocesis Amaurensis) – stolica historycznej diecezji we Cesarstwie rzymskim w prowincji Mauretania Cezarensis, zlikwidowana w VII w. podczas ekspansji islamskiej, współcześnie w północnej Algierii. Obecnie katolickie biskupstwo tytularne. 

## Biskupi tytularni
| Lp. | Biskup                            | Funkcja                                     | Od              | Do                |
| --- | --------------------------------- | ------------------------------------------- | --------------- | ----------------- |
| 1   | Etienne-Auguste-Germain Loosdregt | wikariusz apostolski Wientian (Laos)        | 13 marca 1952   | 13 listopada 1980 |
| 2   | Norbert Werbs                     | biskup pomocniczy Hamburga (Niemcy)         | 7 stycznia 1981 | 3 stycznia 2023   |
| 3   | Luis Migone Repetto               | biskup pomocniczy Santiago de Chile (Chile) | 6 maja 2023     |                   |